# Murs
Murs (født Nick Carter i 1978) er en undergrundsrapper fra Los Angeles. Han arbejder for Definitive Jux pladeselskabet og er medlem af Living Legends gruppen. Han har samarbejdet med Slug på 2 albums dedikeret til b-film skuespillerinder.
Han er i de seneste år blevet mest kendt for 2 albums lavet i samarbejde med produceren 9th Wonder fra Little Brother

## Diskografi
Solo
- 1997 – F'Real
- 1999 – Good Music
- 2000 – Murs Rules the World
- 2003 – The End of the Beginning
- 2004 – Murs 3:16 : The 9th Edition
- 2006 – Murray's Revenge

Med Slug som gruppen Felt
- 2004 – Felt: A Tribute to Christina Ricci
- 2005 – Felt, Volume 2: A Tribute to Lisa Bonet